# الفاصل
الفاصل أو الفصائل أو أبو ثنية منطقة عراقية سبِخة، منخفضة في قضاء السلمان، بالبادية العراقية جنوب العراق، في تكوين الزهرة الجيولوجي جنوب شرق مدينة السلمان.